# Sean Strickland
Sean Strickland, född 27 februari 1991 i Anaheim, är en amerikansk MMA-utövare som sedan 2014 tävlar i organisationen Ultimate Fighting Championship.